# أدولفو ليوني
أدولفو ليوني (بالإيطالية: Adolfo Leoni)‏ ولد بتاريخ 13 يناير 1917 في ماسا، وتوفي في 19 أكتوبر 1970 في غالدو تادينو، إيطاليا، كان دراج إيطالي في صنف سباق الدراجات على الطريق.

## سجل النتائج

### سباقات أو مراحل فاز بها
- طواف فرنسا

## الميداليات
| الميدالية | المسابقة                                    |
| --------- | ------------------------------------------- |
| ذهبية     | بطولة العالم لسباق الدراجات على الطريق 1937 |

## وصلات خارجية
- الموقع الرسمي